# Пресвета Тројице
Молитва Светој Тројици, или Пресвета Тројице (грч. Παναγια Τριας) је прва фраза једне од три почетне молитве свих православних литургијских молитава, где је реч употребљена у древном вокативу – „Тројица!“ Ова молитва се чита (понекад пева) сваки пут као део уводних молитава (уобичајени почетак) и као део „Трисвета по Оче наш“. Поред ове почетне и кратке молитве, постоје многе друге православне молитве Светој Тројици у разним облицима:.

### Текст
Пресвета Тројице, помилуј нас;
Господе, очисти грехе наше;
Владико, опрости безакоња наша;
Свети, посети и исцели немоћи наше,

имена Твога ради. 

## Порекло
Мало се зна о пореклу молитве „Пресвета Тројица“. Смештена је у композицију уобичајеног почетка, што можда указује на претходно присуство Символа вере у његовом саставу у древним православним црквама.
У Коптској Књизи часова не ставља се у ред службе, већ у ред вечерњих молитви после „Свјати Боже“ и има старију форму: „Пресвета Тројице, помилуј нас (три пута). Господе, очисти моје грехе; Господе, очисти безакоња наша; Господе, опрости нам грехе; „Господе, посети немоћи народа Твога и исцели их, имена Твога ради“.
У Етиопској цркви ова молитва је укључена у богослужења после Трисвета, пред Оче наш у следећој верзији: „Пресвета Тројице, помилуј нас; Света Тројице, помилуј нас; Света Тројице, помилуј нас. Господе, опрости нам грехе; Господе, опрости нам безакоња и сагрешења наша; „Господе, посети слабе међу људима и исцели их ради светог имена Твога“.

## Значење
Овом молитвом свештенослужитељ се прво заједно обраћа трима лицима Свете Тројице („Света Тројица”), а затим одвојено тражи избављење од грехова у различитим изразима од Оца („Господ”), Сина („Учитељ“) и Светог Духа („Свети“). Пошто је Бог један, једно је и његово име, и каже се „због имена Твога“, а не „имена“. Последње речи показују да се опроштење грехова не тражи због заслуга, већ ради прослављања Свете Тројице, односно да би Бог спасао не ради нечега другог, већ само „због имена“.